# Polizei-Bataillon 304
Das Polizei-Bataillon 304 war eine militärische Einheit der Ordnungspolizei im Zweiten Weltkrieg. Das Bataillon war aktiv am Holocaust beteiligt. Es ist verantwortlich für die Ermordung von etwa 17.000 Menschen.

## Geschichte
Nach Genehmigung der Wehrmacht konnten mit Schnellbrief des Reichsministers des Inneren vom 11. Oktober 1939 zur Sicherstellung des Bedarfes an Polizeikräften in den von der Wehrmacht besetzten Gebieten 26.000 ungediente Wehrpflichtige der weißen Jahrgängen 1909–1912 und 1918–1920 als Polizeirekruten angeworben werden. Der Dienst in der Schutzpolizei wurde als aktiver Wehrdienst anerkannt. Die ungedienten Wehrpflichtigen wurden 1940/41 in Polizeikasernen jeweils einige Monate in Ausbildungsbataillonen trainiert. Aus den Jahrgängen 1909–1912 bildete man dann die Polizei-Bataillone Nr. 301 bis 325, sie wurden als „Wachtmeisterbataillone“ bezeichnet, da den Männern aufgrund ihres Alters Vordienstzeiten erlassen wurden. Die Führungspositionen und Mannschaftsführer stellten erfahrene Berufspolizisten.
Das Polizei-Bataillon 304 wurde am 16. September 1940 aus dem Polizei-Ausbildungs-Bataillon „Chemnitz“ gebildet und zunächst als II. Bataillon des Polizei-Regimentes Warschau nach Warschau verlegt worden war.
Im Oktober und November 1940 nahm das Bataillon Deportationen von Juden in das Warschauer Ghetto vor. Ab November 1940 bis Juli 1941 war dann die Einheit neben den Polizei-Bataillonen 301 aus Bochum und 308 aus Duisburg für die Bewachung des Warschauer Ghettos verantwortlich.
In Krakau fand im Januar 1941 für Teile des Polizei-Bataillons 304 ein „Lehrgang“ statt, bei dem den Bataillonsangehörigen das Töten durch Genickschuss beigebracht wurde. Bei dieser Aktion starben 75 Juden.
Mit dem Überfall auf die Sowjetunion wurde das Bataillon in die Ukraine verlegt, in der es eine Blutspur hinterließ: Vom 21. August 1941 bis 5. September 1941 fand in Starokostjantyniw in der Westukraine ein Massaker an Juden statt, dem 500 zum Opfer fielen. Es folgten am 5. September 1941 in Winnyzja weitere Hinrichtungen, bei denen 2.200 Juden getötet wurden. Sodann tauchten die Truppen des Bataillons am 13. September 1941 in Ladyschyn auf, wo sie 486 Zivilisten ermordeten. Drei Tage später, am 16. September 1941, wüteten die deutschen Polizeitruppen in Gaisin, wo sie etwa 4.000 Juden hinrichteten. Im Raum Uman tötete das Bataillon vom 17. bis 20. September 1941 450 Juden. Am 30. September 1941 werden weitere 4.000 Juden in Kirowograd Opfer der Polizeieinheit. Am 5. Oktober 1941 tötete das Bataillon weitere 350 Menschen. 6.000 Juden wurden in Sukhoyarka bei Belaja Zerkow am 8. Oktober 1941 ermordet. In Snamenka wurden am 14. Oktober 1941 20 Gefangene hingerichtet. Ende 1941 fielen in Kiew 100 sowjetische Kriegsgefangene und Kommunisten dem Polizeibataillon zum Opfer.
Im Frühjahr 1942 bis in den Sommer 1942 wurde das Bataillon an der Front eingesetzt. Es war dabei auch der „Leibstandarte SS Adolf Hitler“ unterstellt. Danach folgten Einsätze westlich von Kiew und in den Pripjetsümpfen bei Skorodnoje im Raum Jelsk der heutigen Homelskaja Woblasz.
1942 wird das Polizei-Bataillon 304 zunächst dem Polizei-Regiment z. b. V. beim Befehlshaber des Rückwärtigen Heeresgebietes der Heeresgruppe Süd unterstellt und schließlich umbenannt in I. Bataillon des Polizei-Regimentes 11. Das II. Bataillon des Polizei-Regimentes 11 wurde aus dem Polizei-Bataillon 315 und das III. aus dem Polizeibataillon 320 gebildet.

## Kommandeure
- 16. September 1940 bis unbekannt: Kurt Deckert

## Verurteilungen wegen Kriegsverbrechen
Nach Ende des Zweiten Weltkrieges verurteilten Sowjetische Militärtribunale (SMT) in der DDR 90 Angehörige des Polizei-Bataillons 304 zum Tode. Fast alle von ihnen wurden hingerichtet.